# 里奧奇科縣 (圖庫曼省)

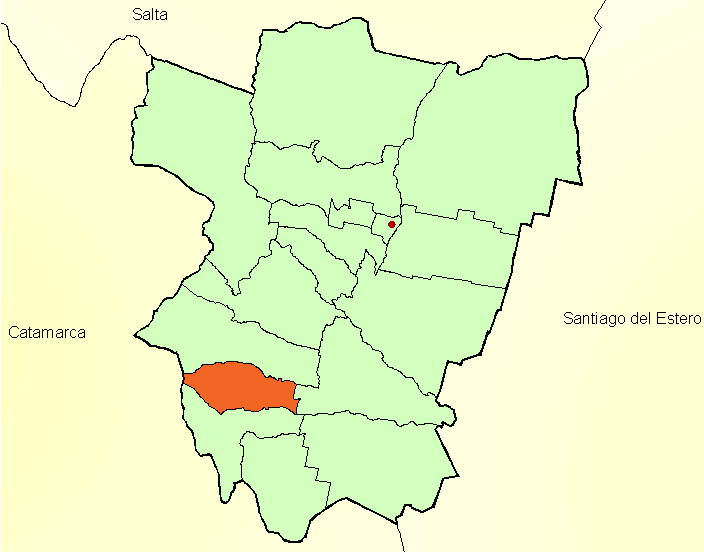

里奧奇科縣（西班牙語：Departamento Río Chico），是阿根廷的縣份，位於該國西北部圖庫曼省，首府設於阿吉拉雷斯，面積585平方公里，2010年人口56,847，人口密度每平方公里97.17人。